# Paul Grunwaldt

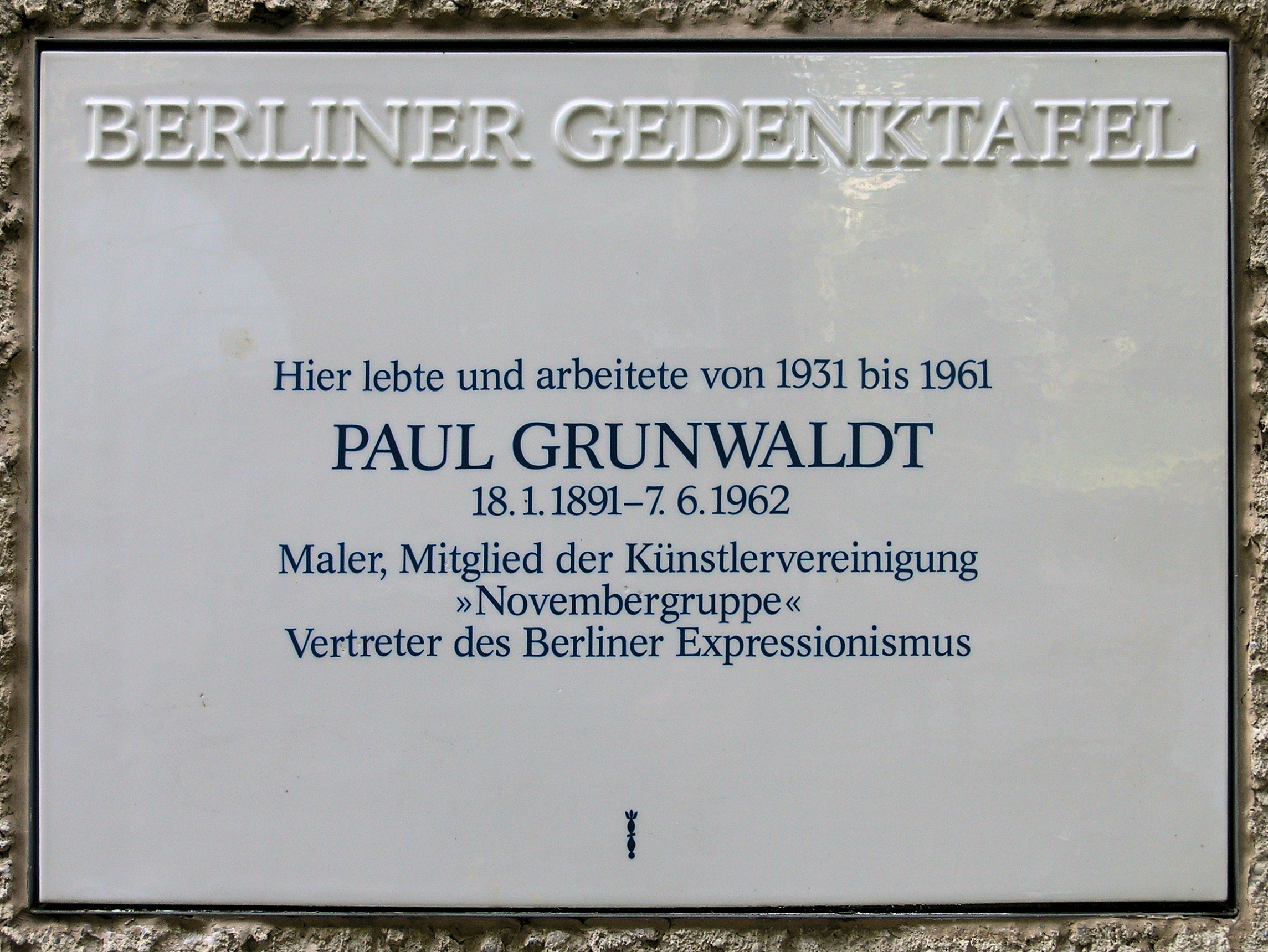
Berliner Gedenktafel an seinem Haus in Berlin-Reinickendorf

Paul Richard Carl Grunwaldt (* 18. Januar 1891 in Berlin; † 7. Juni 1962 in Weingarten (Württemberg)) war ein deutscher Maler und Vertreter des Berliner Expressionismus. Er war Mitglied der Künstlervereinigung Novembergruppe.

## Leben und Werk
Paul Grunwaldt  wurde im Berliner Arbeiterviertel Moabit als Sohn des Carl Gustav Grunwaldt und dessen Ehefrau Maria geb. Steinbeck geboren. Er ging von 1905 bis 1909 bei der Königlichen Porzellanmanufaktur in Berlin (KPM) in die Lehre. Nach seiner Zeit als Soldat (1914–1918) trat er in die Abteilung für Blumenmalerei in der KPM ein. Er studiert an der Unterrichtsanstalt des Kunstgewerbemuseums in Berlin und arbeitet fortan als freiberuflicher Maler. Er wird Mitglied in der im Dezember 1918 gegründeten Novembergruppe und beteiligt sich an mehreren Ausstellungen dieser Künstlervereinigung.
Eine Berliner Gedenktafel für Grunwaldt wurde am 21. Juni 1989 in der Raschdorffstraße 82 in Reinickendorf enthüllt.

## Nachlass
Paul Grunwaldt hinterließ ein umfangreiches künstlerisches Werk. Seine 1983 verstorbene Ehefrau wünschte, dass die Bilder seiner Heimatstadt zufielen. Große Teile des künstlerischen Nachlasses wurden dem Bezirk Reinickendorf übereignet.

## Ausstellungen
- 2015: Das Stadtmuseum Berlin wählte für die Ausstellung „Tanz auf dem Vulkan - Das Berlin der Zwanziger Jahre im Spiegel der Künste“ die Arbeit „Varieté“ von Grunwaldt aus 1925 zum Titelbild aus.[3]
- 2015/16 präsentierte die Salongalerie „Die Möwe“ in einer Gruppenausstellung „Im Schatten. Werke vergessener Künstler der Moderne“ u. a. Werke Grunwaldts.[4]
- 1987: Paul Grunwaldt, Ölbilder, Aquarelle, Zeichnungen, Ausstellung des Kunstamts Reinickendorf im Rahmen der 750-Jahr-Feier Berlins.
- 1980: Die Berlinische Galerie zeigt in ihrer Ausstellung „Kunst in Berlin von 1930 bis 1960“ eine Arbeit Grunwaldts.